# Războiul de Uzură
Războiul de Uzură a implicat luptele dintre Israel pe de o parte, Egipt, Iordania, Organizația pentru Eliberarea Palestinei și aliații lor pe de altă parte, începând din 1967 până în 1970, de-a lungul liniei de încetare a focului de după Războiul de Șase Zile, în care Egiptul a pierdut întreaga Peninsula Sinai, noua graniță era constituită din Canalul Suez, malul estic al canalului fiind folosit de Israel ca linie de apărare, unde în Războiul de Uzură Israelul a construit linia defensivă denumită Linia Bar-Lev.
Denumirea de Război de Uzură a fost folosit prima oară de către președintele egiptean Gamal Abdel Nasser într-o declarație pe care a făcut-o la 23 iunie 1969: "Nu pot invada Sinai, dar pot rupe moralul Israelului prin uzură". 
În urma Războiului de Șase Zile din 1967, nu au fost eforturi diplomatice serioase menite să rezolve problemele aflate în centrul conflictului arabo-israelian. În septembrie 1967, statele arabe au formulat politica "celor trei", împiedicând pacea, recunoașterea statului Israel sau negocierile cu Israelul. Președintele egiptean Gamal Abdel Nasser credea, că numai inițiativa militară ar obliga Israelul sau comunitatea internațională să faciliteze o retragere israeliană deplină din Peninsula Sinai , iar ostilitățile s-au reluat curând de-a lungul Canalului Suez.
Nasser se baza pe continuarea aprovizionării cu arme din Uniunea Sovietică și spera de asemenea, să contracareze o contraofensivă israeliană masivă, ca în cele din urmă să oblige Israelul să evacueze malul estic al Canalului Suez. Când în octombrie 1968, războiul de uzură a atins nivelul maxim de tensiune pe granița egipteană, Israelul a construit Linia Bar-Lev.
Acestea conflicte militare au luat inițial forma unor dueluri de artilerie limitate și a unor incursiuni la scară mică în Sinai, dar până în 1969 armata egipteană nu se considera  pregătită pentru operațiuni la scară mai largă. La 8 martie 1969, Nasser a proclamat lansarea oficială a Războiului de Uzură, caracterizată prin bombardamente pe scară largă de-a lungul canalului Suez, război aerian extins și raiduri de comando.  Ostilitățile au continuat până în august 1970 și au încetat cu încetarea focului, frontierele rămânând la fel ca atunci când a început războiul, fără nici un angajament real față de negocieri serioase de pace.

## Frontul egiptean

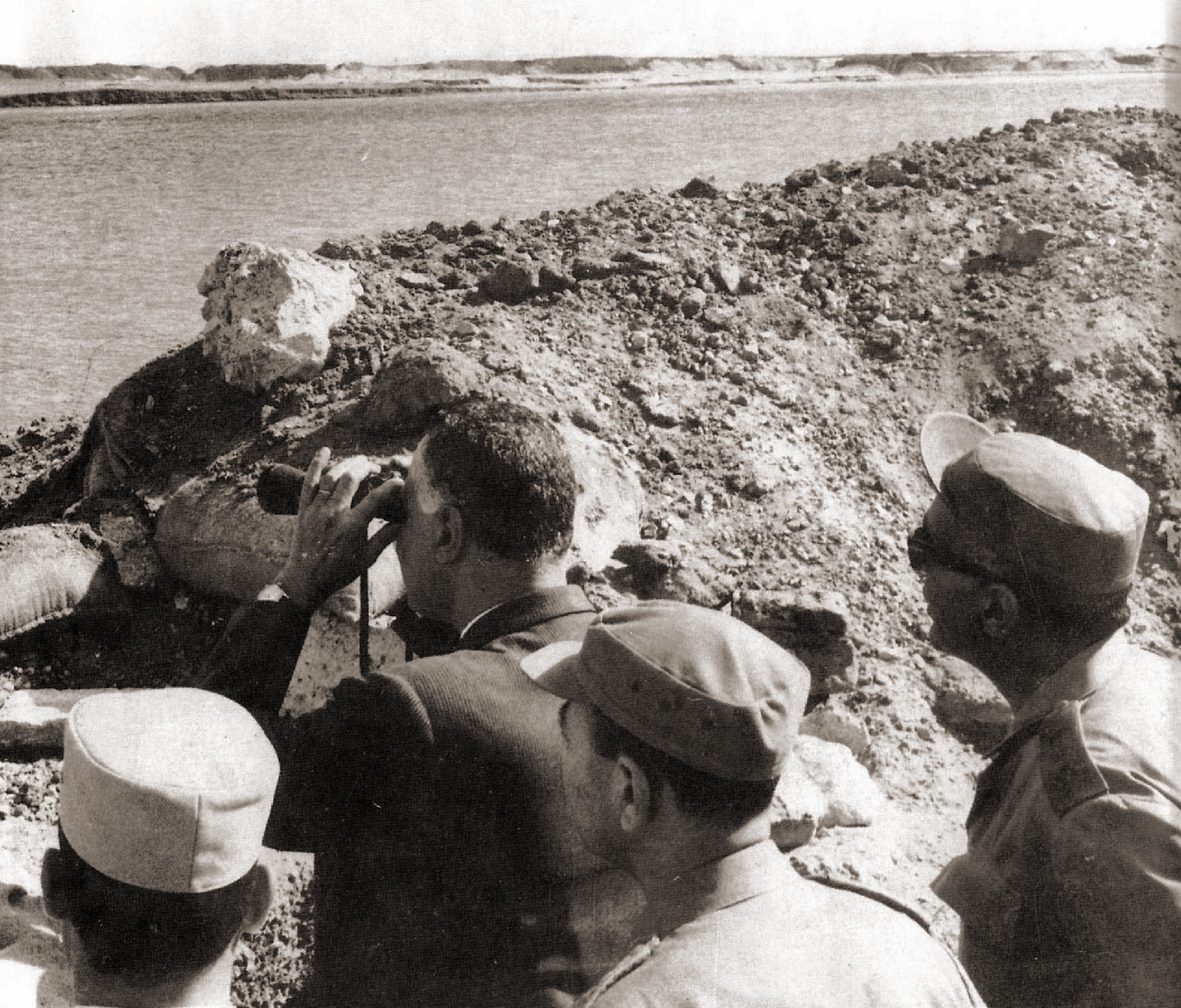
Președintele egiptean Nasser (cu binoclu) în vizită la Canalul Suez (1968)

Victoria Israelului în Războiul de Șase Zile a lăsat întreaga Peninsulă Sinai egipteană până la malul estic al Canalului Suez sub control israelian. Egiptul era hotărât să recucerească Peninsula Sinai și, de asemenea, a încercat să atenueze gravitatea înfrângerii sale. Au avut loc ciocniri sporadice de-a lungul liniei de încetare a focului, iar ambarcațiunile egiptene cu rachete au scufundat distrugătorul israelian INS Eilat, în data de 21 octombrie a aceluiași an.
Egiptul a început să tragă cu artileria în pozițiile israeliene de-a lungul Liniei Bar Lev, folosind artileria grea, avioanele MiG și diverse armamente sovietice, sperând să forțeze guvernul israelian la acceptarea unor concesii. Israel a răspuns cu bombardamente aeriene, raiduri aeriene asupra pozițiilor militare egiptene și atacuri aeriene împotriva instalațiilor strategice din Egipt.
Comunitatea internațională și ambele țări au încercat să găsească o soluție diplomatică a conflictului. Misiunea Jarring a Organizației Națiunilor Unite trebuia să se asigure că vor fi respectate termenii Rezoluției 242 a Consiliului de Securitate al ONU, dar până la sfârșitul lui 1970 era clar că această misiune a fost un eșec. Frica de escaladare a conflictului într-o confruntare "Est vs. Vest" în timpul tensiunilor din mijlocul Războiului Rece, l-a făcut pe președintele american, Richard Nixon, să îl trimită pe secretarul sau de stat, William Rogers, să prezinte Planul Rogers în vederea obținerii unui acord de încetare a focului.
În august 1970, Israelul, Iordania și Egiptul au acceptat o încetare a focului în condițiile propuse de Planul Rogers. Planul conținea restricții privind desfășurarea rachetelor de către ambele părți și impunea încetarea raidurilor ca o condiție prealabilă pentru pace. Egiptenii și aliații lor sovietici au reaprins conflictul prin încălcarea acordului la scurt timp după aceea, prin mutarea rachetelor lor în apropierea Canalului Suez și construirea celui mai mare sistem antiaerian până în acel moment din istorie .
Israelienii au răspuns cu o politică pe care prim-ministrul lor, Golda Meir, o numea "răspuns asimetric", în care la orice atac egiptean răzbunarea israeliană era disproporționat de mare.
După moartea lui Nasser, în septembrie 1970, succesorul său, Anwar Al-Sadat, a continuat să respecte acordul de încetare a focului cu Israelul, concentrându-se asupra reconstrucției armatei egiptene și planificării unui atac la scară largă asupra forțelor israeliene care controlau malul estic al Canalului Suez. Aceste planuri s-au materializat trei ani mai târziu în Războiul de Iom Kippur. În cele din urmă, Israelul a retrocedat Peninsula Sinai Egiptului după ce cele două națiuni au semnat Tratatul de pace israeliano-egiptean ce au urmat Acordurilor de la Camp David.
Diverși istorici militari au comentat despre Războiul de Uzură având opinii diferite. Chaim Herzog observa, că Israelul a rezistat acestui război și s-a adaptat la un "tip de război străin până acum". Ze'ev Schiff observa că, deși Israel a suferit pierderi, a putut să-și păstreze cuceririle militare din 1967 și că, în pofida implicării sovietice, Israelul a rămas ferm pe poziție.
Simon Dunstan observa că, deși Israel a continuat să dețină Linia Bar Lev, concluzia războiului "a condus la o satisfacție periculoasă în cadrul Înaltului comandament israelian cu privire la determinarea forțelor armate egiptene și privind forțarea Liniei Bar-Lev". La nivel tactic, Kenneth Pollack nota că comandourile egiptene care au efectuat raiduri, s-au comportat "în mod adecvat", deși rareori s-au aventurat în operațiuni riscante la fel de îndrăznețe ca și comandourile israeliene. Artileria egipteană a întâmpinat dificultăți în penetrarea forțelor Liniei Bar-Lev și a adoptat o tactică de a încerca să surprindă trupele israeliene în exteriorul forturilor.

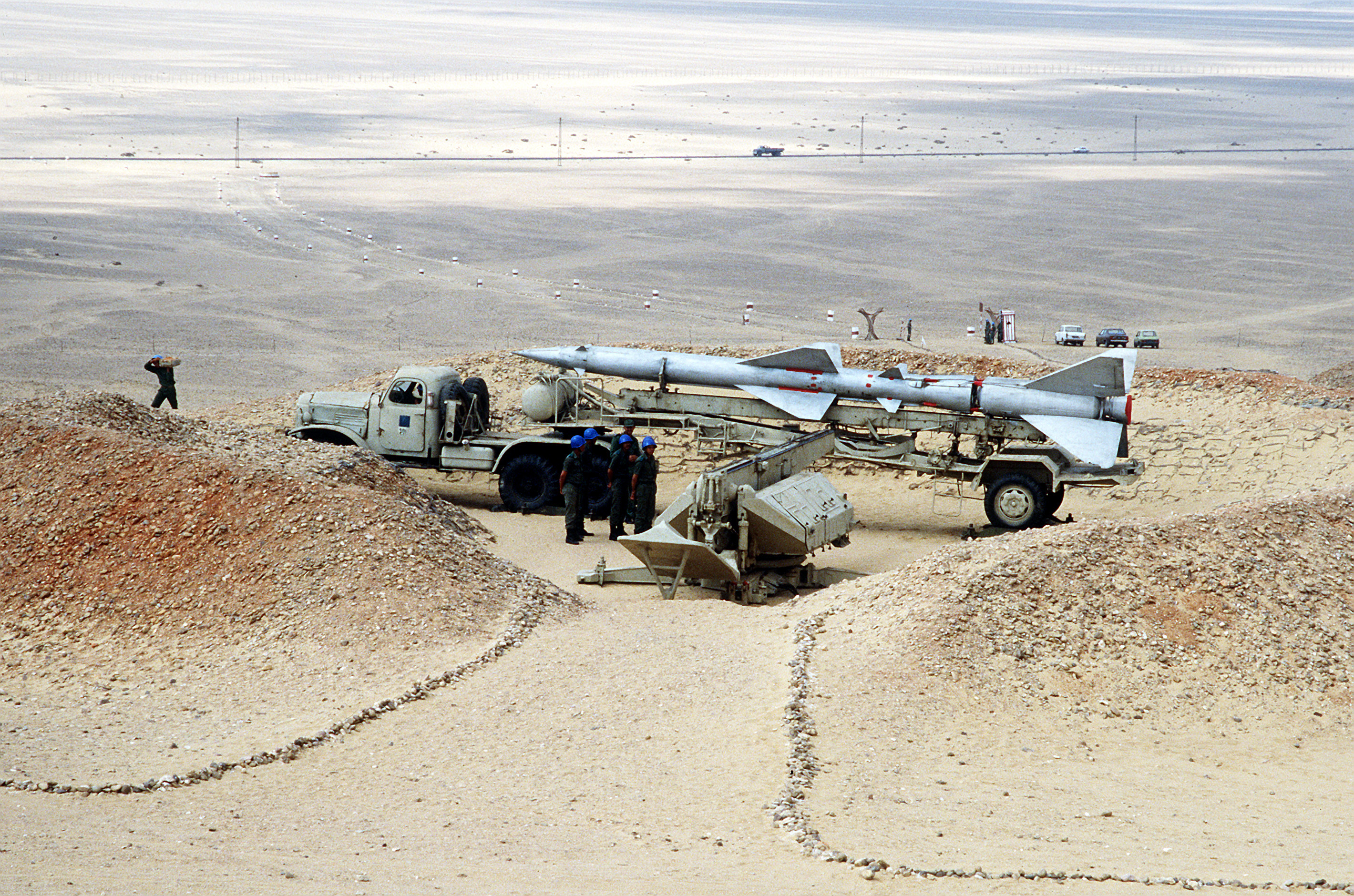
Sistem egiptean SA-2, fotografie din anul 1985

Forțele aeriene egiptene și forțele de apărare aeriană au avut rezultate slabe. Piloții egipteni erau rigizi, reacționau lent și nu aveau capacitatea să improvizeze. Potrivit estimărilor serviciilor secrete americane, în acest război de uzură Egiptul a pierdut 109 avioane, majoritatea în lupta aeriană, în timp ce israelienii au pierdut doar 16 avioane, majoritatea fiind doborâte de artileria antiaeriană sau rachete sol-aer. Era nevoie de o salvă de 6 până la 10 rachete egiptene antiaeriene S-75 Dvina, cu codul NATO SA-2, pentru a obține o șansă de peste 50% de a lovi un avion israelian.

## Cronologie

### 1967
1 iulie 1967: Un comando egiptean din Port Fuad se îndreaptă spre sud și ocupă poziție la Ras el 'Ish, situat la 10 mile la sud de Port Said, pe malul estic al Canalului Suez, o zonă controlată de israelieni de la încetarea focului din 9 iunie 1967. O companie israeliană de infanterie blindată atacă forța egipteană. Compania israeliană îndepărtează egiptenii, dar cu pierderi: 1 mort și 13 răniți.  Cu toate acestea, o altă sursă susține că un atac israelian asupra Portului Fuad a fost respins. Potrivit lui Zeev Maoz, bătălia a fost decisă în favoarea egiptenilor .

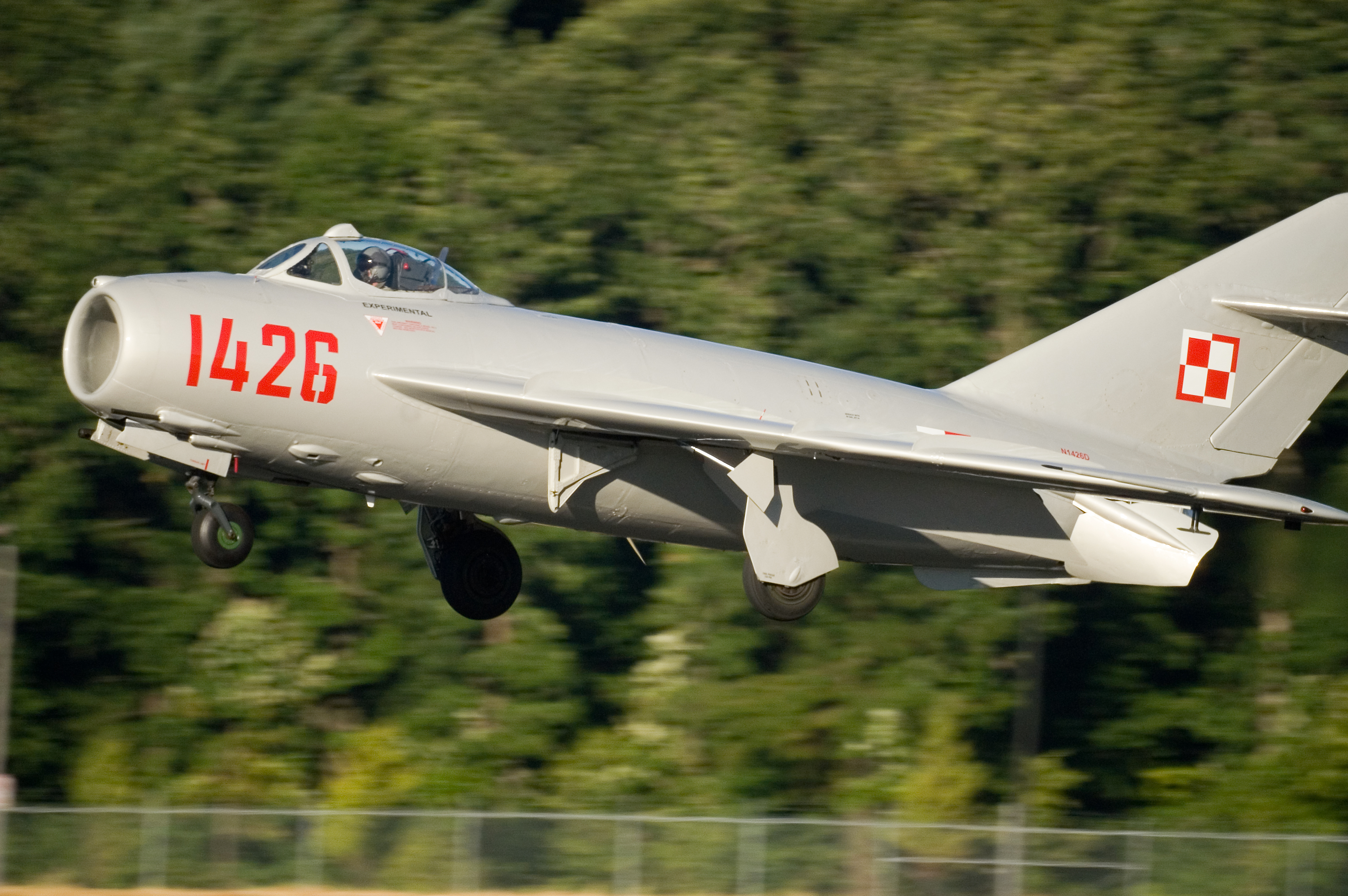
MiG-17

2 iulie 1967: Forțele aeriene israeliene bombardează pozițiile de artilerie egipteană, care acopereau comandoul la Ras Al-'Ish .
4 iulie 1967: Avioane ale Forțelor Aeriene Egiptene lovesc mai multe ținte israeliene în Peninsula Sinai. Un MiG-17 egiptean este doborât. 
8 iulie 1967: Un MiG-21 egiptean este doborât de apărarea aeriană israeliană în timpul unei misiuni de recunoaștere asupra el-Qanatra. Două avioane Su-7, echipate cu aparate de fotografiat sunt trimise pentru a îndeplini misiunea, care reușesc să zboare de mai multe ori peste Sinai fără nici o opoziție din partea israelienilor. Alte două avioane Su-7 sunt trimise pentru o altă misiune de recunoaștere câteva ore mai târziu, dar acestea sunt atacate de avioane de vânătoare ale forțelor aeriene israeliene. Un Su-7 este doborât. 
11-12 iulie 1967: Bătălia de pe coasta Rumani - distrugătorul israelian INS Eilat și două nave torpiloare scufundă două ambarcațiuni torpiloare egiptene de pe coasta Rumani. Nu se știe dacă a supraviețuit cineva din echipajele vaselor torpiloare egiptene, de partea israeliană nu au fost victime.

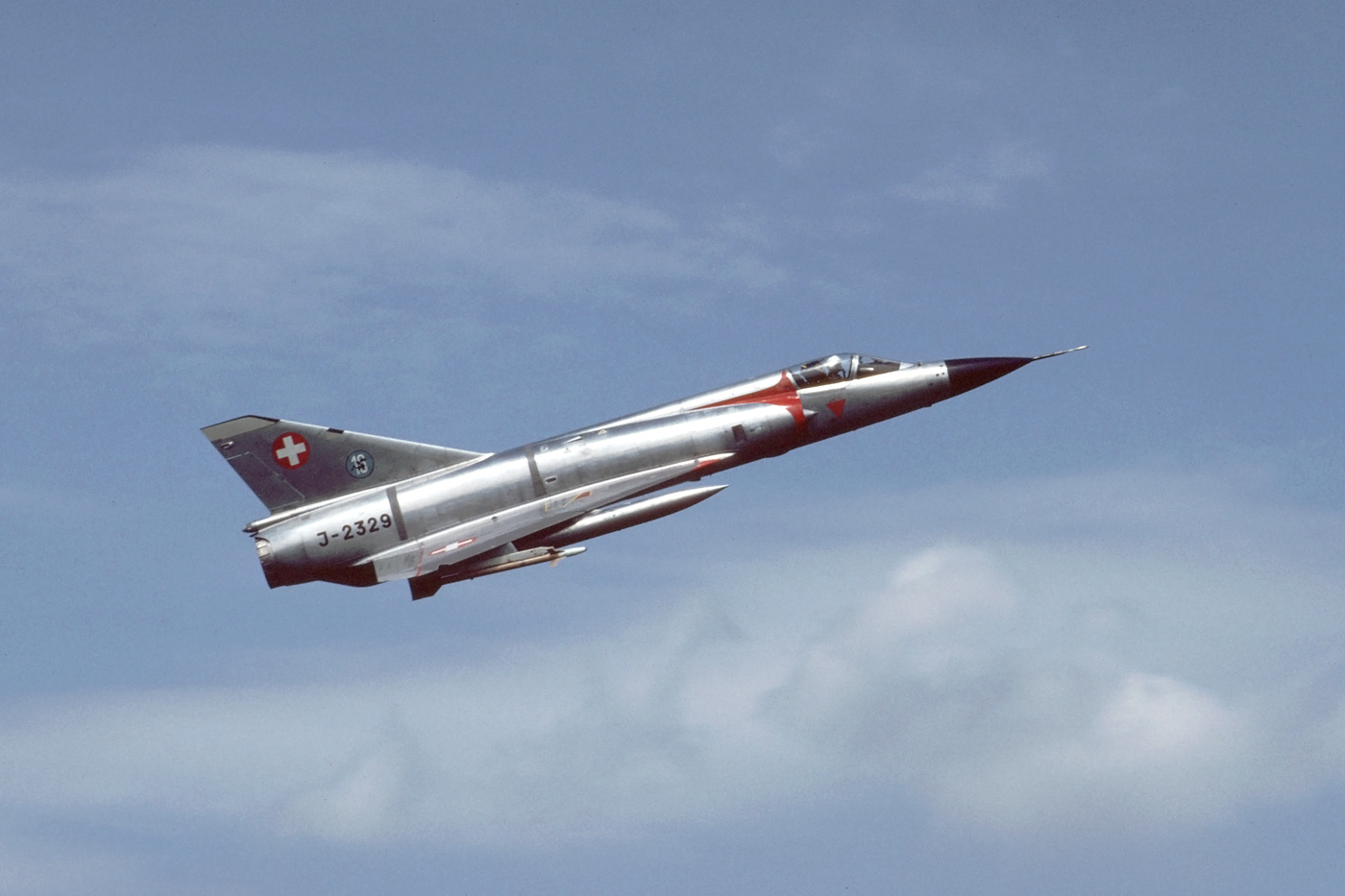
Mirage III

14 iulie 1967: Schimburi de focuri de artilerie și dueluri aeriene erup în apropierea Canalului Suez. Sunt doborâte șapte avioane de vânătoare egiptene. 
15 iulie 1967: Un Mirage III israelian este doborât de un MiG-21 egiptean. 
21 octombrie 1967: Două ambarcațiuni cu rachete a Marinei egiptene scufundă distrugătorul israelian INS Eilat cu rachete anti-navă, ucigând patruzeci și șapte de marinari. 

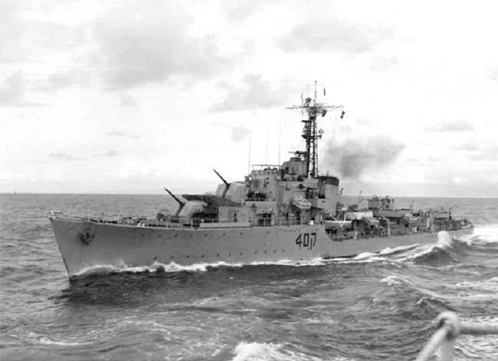
Distrugătorul israelian INS Eilat scufundat de Egipteni, ucigând 47 marinari israelieni.

Octombrie 1967: Ca represalii la scufundarea distrugătorului Eilat, artileria israeliană bombardează rafinăriile și depozitele de petrol din apropiere de Suez. Într-o serie de schimburi de focuri de artilerie pe tot parcursul lunii octombrie, egiptenii au avut victime civile. Egiptul a evacuat un număr mare de populație civilă din regiunea canalului. 

### 1968

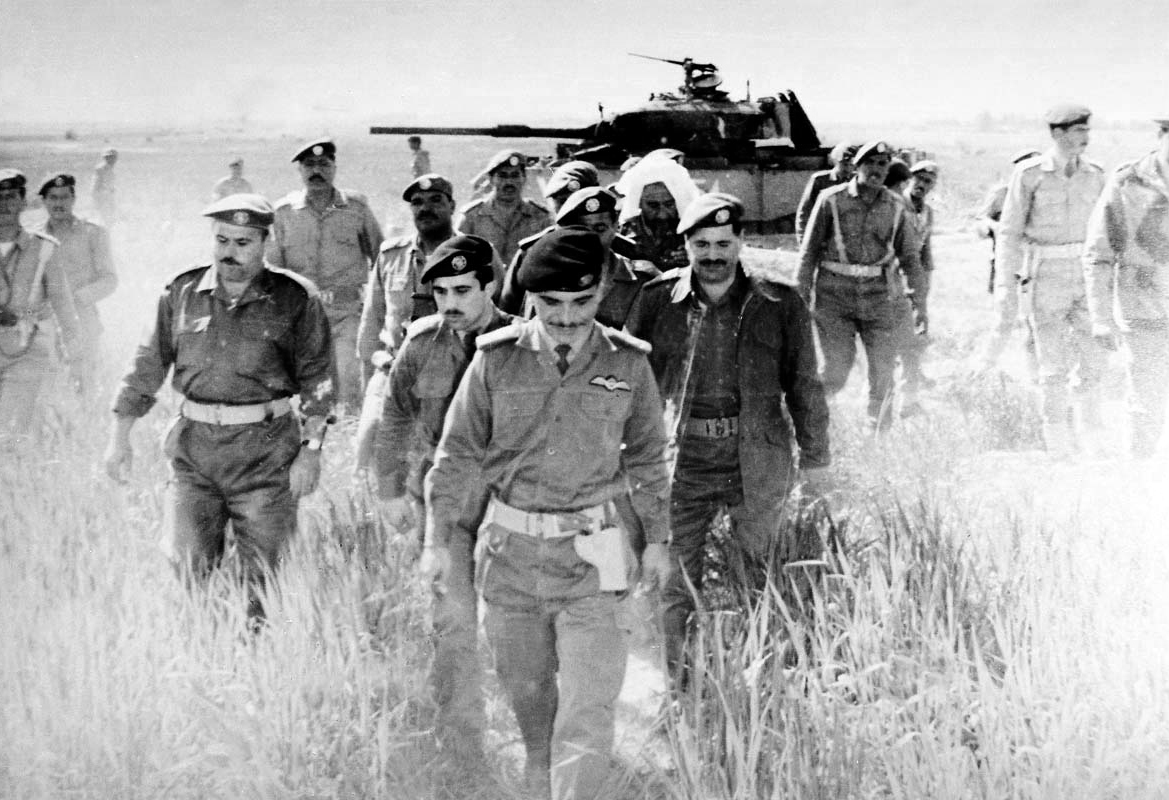
Regele Hussein al Iordaniei examinând un tanc israelian abandonat după lupta de la Karameh din 1968

21 martie 1968: Ca răspuns la raidurile persistente ale OEP împotriva țintelor civile israeliene, Israel atacă orașul Karameh, Iordania, unde era o importantă tabără a OEP. Scopul invaziei a fost distrugerea taberei de la Karameh și capturarea lui Yasser Arafat în represalii pentru atacurile OEP împotriva civililor israelieni, care au culminat cu un autobuz școlar israelian care a lovit o mină în deșertul Negev.  Cu toate acestea, planurile pentru cele două operațiuni au fost pregătite în 1967, cu un an înainte de incidentul cu autobuzul. 
Când Iordania a văzut mărimea forțelor de raid, a ajuns la presupunerea că Israelul avea un alt scop, cea de a captura zona Balqa pentru a crea o situație asemănătoare cu cele din Înălțimile Golan  Israelul a presupus că armata iordaniană ignoră invazia, dar aceasta din urmă a luptat alături de palestinieni și a deschis foc cu armament greu, care a cauzat pierderi ale forțelor israeliene.  Acest angajament a marcat primul atac sinucigaș al forțelor palestiniene.  Israeliții au fost respinși la sfârșitul unei bătălii de o zi, după ce au distrus cea mai mare parte a lagărului Karameh și au capturat în jur de 141 de prizonieri din partea OEP.  Ambele părți au declarat victoria. La un nivel tactic, bătălia a fost în favoarea Israelului , realizându-se distrugerea taberei Karameh.  Cu toate acestea, victimele relativ mari au fost o surpriză considerabilă pentru Forțele de Apărare a Israelului și a fost șocant pentru populația israeliană.  Deși palestinienii nu au obținut victoria pe cont propriu, regele Hussein i-a lăsat pe palestinieni să-și asume meritele. 

### 1969
8 martie 1969: Egiptul lovește Linia Bar-Lev cu focuri de artilerie și avioane, provocând multe victime. Israel se răzbună cu raiduri adânci pe teritoriul egiptean, provocând daune grave. 
9 martie 1969: Șeful Statului Major al Egiptului, generalul Abdul Munim Riad, este ucis într-un atac israelian cu mortiere în timp ce vizita liniile de-a lungul Canalului Suez.

### 1970
22 ianuarie 1970: Președintele Nasser zboară în secret la Moscova pentru a discuta situația. Cererea sa pentru noi baterii SAM (inclusiv 3M9 Kub și Strela-2) este aprobată. Desfășurarea lor necesită personal calificat împreună cu escadrile de avioane pentru a le proteja. Astfel, el avea nevoie de personal al Armatei Roșii în număr mare, ceea ce Kremlinul nu dorea să le acorde. Nasser amenința că demisionează, sugerând că Egiptul în viitor ar putea să se întoarcă către Statele Unite pentru ajutor. Sovieticii au investit foarte mult în regimul președintelui Nasser, astfel că liderul sovietic, secretarul general Leonid Brejnev, a fost în cele din urmă obligat să le acorde personalul solicitat. Prezența sovietică urma să crească de la 2.500-4.000 persoane în ianuarie până la 10.600-12.150 (plus 100-150 de piloți sovietici) până în 30 iunie.

## Victime
Potrivit istoricului militar Ze'ev Schiff, aproximativ 921 de israelieni, dintre care 694 au fost soldați și restul civili, au fost uciși pe cele trei fronturi . Chaim Herzog dă o cifră puțin mai mică, puțin peste 600 de morți și aproximativ 2.000 de răniți , în timp ce Netanel Lorch, afirmă că 1.424 de soldați au fost uciși în acțiune în perioada dintre 15 iunie 1967 și 8 august 1970. Între 24  și 26  avioane israeliene au fost doborâte. O estimare sovietică arată pierderi de avioane în de 40 de bucăți. Un distrugător, INS Eilat, a fost scufundat.
Ca și în războaiele arabo-israeliene anterioare din 1948, 1956 și 1967, pierderile arabe au depășit cu mult pe cele ale Israelului, însă cifrele precise sunt greu de estimat deoarece cifrele oficiale nu au fost niciodată dezvăluite. Cea mai mică estimare provine de la fostul șef al Statului Major al Armatei Egiptului, Saad el Shazly, care notează pierderi egiptene de 2.882 de morți și 6.285 de răniți. Istoricul Benny Morris afirmă că o cifră mai realistă este undeva pe scara a 10.000 de soldați și civili uciși. Ze'ev Schiff observă că, la începutul războiului, egiptenii au pierdut în jur de 300 de soldați zilnic, iar fotografiile de recunoaștere aeriană au scos la iveală cel puțin 1.801 de morminte proaspăt săpate lângă zona Canalului în această perioadă. Printre morții de război din Egipt a fost șeful Statului Major al Armatei egiptene, Abdul Munim Riad. 
Între 98  și 114  avioanele egiptene au fost doborâte, deși o estimare sovietică arată pierderile de aer de 60.
Mai multe nave egiptene au fost scufundate. OEP a suferit pierderi deː 1.828 decese și 2.500 persoane au fost capturate. Intervenția Iordaniei în numele OEP în timpul bătăliei de la Karameh a avut pierderi de 40-84 morți și 108-250 răniți. Se estimează că 58 de militari sovietici au fost uciși și patru-cinci avioane MiG-21 pilotate de sovietici au fost doborâte în luptă aeriană . Pierderile siriene sunt necunoscute, dar un raid armat al forțelor israeliene împotriva pozițiilor siriene în iunie 1970 a avut ca rezultat "sute de victime în Siria". Forțele cubaneze care au fost dislocate pe frontul sirian au pierdut estimativ 180 morți și 250 răniți.

## Legături externe
- War of Attrition, 1969–1970 Arhivat în 7 iulie 2010, la Wayback Machine., ACIG, retrieved 2 ianuarie 2007
- Jewish Virtual Library
- The Three Year War, General Mohamed Fawzi
- 40 Years Since The War of Attrition